# 第二基地

《第二基地》台灣中文版封面（奇幻基地）

《第二基地》（英語：Second Foundation），是美國作家以撒·艾西莫夫出版於1953年的科幻小說中篇集，「基地三部曲」的第三部（後來發展成「基地系列」），收錄2篇中篇小說。《第二基地》指的是一個與基地位置相對的組織，最早見於《基地》，在《基地與帝國》裡為眾人百般找尋，直到《基地邊緣》才暴露全貌。

## 騾的尋找
基地紀元316年，這篇中篇小說首刊於1948年，原名《你找到了》（Now You See It...）。

本中篇是「基地三部曲」第二部第二篇的續篇。基地紀元316年，騾統一了大部份的銀河系。基地大軍慘敗，基地墜入騾的掌握之中。儘管騾不能知道第二基地的正確位置（詳情參閱《基地與帝國》一書第二篇的結局），他仍用盡所有的人手去尋找。在最新一次（亦是最後一次）的搜索，騾決定派漢·普利吉（他的身份和其他資料可參考《基地與帝國》）和一位年輕人拜爾·程尼斯作搜尋隊的領導。拜爾·程尼斯是一個非回轉者，這表示他的情感沒有受到騾的改造和控制。拜爾·程尼斯認為第二基地在一個命名為達辛得的星雲，並決定到那調查。
與此同時，第二基地正努力調整謝頓計劃。謝頓在其預測中並沒有騾的出現。根據第二基地的計算，整個謝頓計劃現在已被騾完全傾覆。它們正研究並試行一個危險的計劃，務求能使謝頓計劃重上正軌。但如果騾在它們的計劃成功前找到它們的話，第二帝國的興起將會遙遙無期。
在本篇末段，拜爾·程尼斯被發現是第二基地的間諜。騾亦運用其精神能力查到第二基地真正在羅珊，命令大規模攻擊。此時，第二基地的領導人出現（他的職位為第一發言者），他恐嚇騾第二基地的間諜已滲透了騾的大本營。如果騾攻擊羅珊的話，第一發言者就令其大本營發生叛亂。第一發言者趁騾情緒無奈絕望時改造了他的心靈，使他不再對第二基地有任何的興趣。本篇在此完結。

## 基地的尋找
基地紀元376-377年，這篇中篇小說首刊於1949年，原名《你沒找到》（...And Now You Don't）。

與第一篇相近，作者在本篇運用在基地上和第二基地上發生的事串連來敍述。本篇的主角是一位十多歲的女孩。她的名字是艾嘉蒂婭·達瑞爾。本篇發生基地紀元310年。作者一開始先運用艾嘉蒂婭的習作和其他人的對話來說明騾在第一篇之後的情況。騾在被第一發言人改造心靈後不久便急病暴斃，基地趁機獨立起來。不久，其他的地方亦紛紛獨立。
艾嘉蒂婭是貝泰·達瑞爾的孫女（貝泰·達瑞爾的詳情和事跡可參考《基地與帝國》的第二篇結局）。艾嘉蒂婭的父親是一名腦電波研究的權威，他認為第二基地仍然存在，而且在影響和控制著第一基地......
全書最後以第二基地成功打消第一基地對他們的尋找和使謝頓計劃重新回上軌道作結，並解釋和說明第二基地的所在地——繁星的盡頭（繁忙和帝國的中心川陀對銀河邊沿和無人的端點星）。

## 「第二基地」這個組織
「第二基地」由哈里·謝頓創建，是心靈科學家和心理史學家的聚居地。「第二基地」位於「群星的盡頭」，切確位置謝頓含糊帶過，書末才公佈答案。在《基地締造者》中，知道「第二基地」位置的還有哈里·謝頓的孫女婉達·謝頓，以及貼身保鑣史鐵亭·帕佛。
「第一基地」依靠物理科學日益茁壯，「第二基地」則深研精神科學，持續發展心理史學。他們的任務是確保「謝頓計劃」順利完成，避免計劃橫生變故，比如出手干預「騾變」。「第二基地」最終的回報是，運作「第一基地」結成穩固的政治聯邦後，成為第二帝國的統治階層。「第二基地」採議會制，由精神力量最強大的人組成，稱為發言者，為首者稱第一發言者（可能是參考自羅馬帝國的第一公民）。第一發言者在發言者圓桌會議時，擁有首先發言的權力，其象徵意義高於實際權力。

## 外部連結
- 艾西莫夫官方網頁 （页面存档备份，存于）